# Karl-Heinz Bürger
Karl-Heinz Bürger (* 16. Februar 1904 in Güstrow; † 2. Dezember 1988 in Karlsbad) war ein deutscher SS-Oberführer, Oberst der Polizei sowie SS- und Polizeiführer (SSPF).

## Leben
Karl-Heinz Bürger war der Sohn eines Bäckermeisters aus Güstrow in Mecklenburg und besuchte die Oberrealschule. Er nahm am 9. November 1923 am Hitlerputsch teil. Von 1924 bis 1925 begann er eine Ausbildung zum Flugzeugführer, die er jedoch nicht beendete. Ein Studium der Rechtswissenschaft brach er nach nicht bestandener erster juristischer Staatsprüfung ab. Ab 1928 absolvierte er an den Universitäten München, Hamburg und Rostock ein Lehramtsstudium. Bürger schloss das Studium ab, war kurzzeitig als Volksschullehrer in Schwerin beschäftigt und betätigte sich anschließend politisch. Der NSDAP war er nach dem Parteiverbot erneut zum 13. Oktober 1927 beigetreten (Mitgliedsnummer 68.902), er wurde 1928 erneut Mitglied der SA und gehörte ab 1930 dem NS-Lehrerbund und der HJ an. Er übernahm leitende Funktionen für die Partei in der Mecklenburg und galt als Alter Kämpfer. Noch während seiner Beschäftigung als Volksschullehrer baute er den NS-Lehrerbund in Mecklenburg auf und fungierte zudem als Gauführer der HJ in Mecklenburg-Lübeck. Ab 1932 war er Abgeordneter des Mecklenburger Landtages. Im selben Jahr wirkte er wieder für einige Monate als Volksschullehrer und leitete danach für zwei Jahre die Bauernhochschule Warin. Ab 1933 war er Mitglied der SS (SS-Nummer 156.309).
Karl-Heinz Bürger trat 1935 in den Dienst des Rasse- und Siedlungshauptamt (RuSHA) und wurde Schulungsreferent beim Oberabschnitt Nord. Ab 1936 war er Rassereferent Nord des RuSHA und ab 1938 Oberabschnittsschulungsleiter. Von November 1938 bis März 1940 gehörte er dem Stab der SS-Junkerschule Braunschweig an und war dort Lehrer für Weltanschauliche Schulung. Joachim Caesar versetzte Bürger ins SS-Hauptamt, machte ihn zu seinem Stellvertreter und wurde von Mai bis Oktober 1940 zur Waffen-SS eingezogen, in dieser Zeit leitete Bürger kommissarisch das Schulungsamt. Von November 1940 bis April 1941 gehörte Bürger dem Stab der Dienststelle von SS-Obergruppenführer August Heißmeyer an und leitete in diesen Monaten das Amt Erziehung und Wissenschaft. Danach kam er zum Einsatzstab Reichsführer SS, wo er die Abteilung VI – Weltanschauliche Erziehung, wehrpolitische Schulung und Truppenbetreuung übernahm.
Aufgrund von Alkoholmissbrauch wurde er zum Ersatz-Bataillon Ost der Waffen-SS an die Ostfront versetzt. Er war ab Ende August 1942 als SS- und Polizeiführer Nordkaukasien vorgesehen und wurde dann im Oktober 1942 SSPF Awdejewka und war zur Partisanenbekämpfung in Wolhynien eingesetzt. Ab Anfang Dezember 1943 bis zum Ende der Besetzung Italiens war er SSPF in Mittelitalien. Am 13. Mai 1945 geriet er in Bozen in Kriegsgefangenschaft.
Aus der mehrjährigen Kriegsgefangenschaft kehrte er nach Ibbenbüren zurück und war wieder als Volksschullehrer tätig. Bürger starb im Dezember 1988 in Karlsbad.

## Auszeichnungen
| Bürgers SS-Ränge | Bürgers SS-Ränge                           |
| Datum            | Rang                                       |
| ---------------- | ------------------------------------------ |
| 1936             | SS-Obersturmführer                         |
| September 1936   | SS-Hauptsturmführer                        |
| April 1937       | SS-Sturmbannführer                         |
| September 1942   | SS-Standartenführer und Oberst der Polizei |
| April 1944       | SS-Oberführer                              |

- Blutorden im Jahr 1934
- Eisernes Kreuz (1939) II. Klasse im Jahre 1939
- Eisernes Kreuz (1939) I. Klasse im Jahr 1944
- Bandenkampfabzeichen in Bronze am 30. Oktober 1944
- Goldenes Parteiabzeichen der NSDAP
- Dienstauszeichnung der NSDAP in Bronze und Silber
- Ehrendegen des Reichsführers SS
- Totenkopfring der SS